# دلال الزايد
دلال جاسم عبد الله الزايد محامية وسياسية بحرينية. تشغل حاليا عضوية مجلس الشورى منذ 2006.

## السيرة
ولدت الزايد في البحرين. حصلت على الإجازة الجامعية في الحقوق من جامعة الكويت.
اشتغلت في مهنة المحاماة. تم تعيينها عضوة في المجلس الأعلى للمرأة. كما تم تعيينها عضوة في مجلس الشورى في عام 2006 وحتى الآن.